# G7 Welcoming Committee Records
G7 Welcoming Committee Records war eine unabhängige Plattenfirma, die 1997 von Mitgliedern der Punkrockband Propagandhi in Winnipeg gegründet wurde. 2010 wurde die Plattenfirma aufgelöst. Insgesamt wurden über G7 Welcoming Committee Records 59 musikalische und politische Artefakte von 31 Bands und Einzelkünstlern veröffentlicht.
Die Plattenfirma ermöglichte es Musikern mit einer radikalen politischen Sichtweise, ihre Musik zu veröffentlichen. Sie war nach der ökonomischen Struktur, die Robin Hahnel und Michael Albert unter dem Namen Parecon entwarfen, organisiert.

## Künstler
- …But Alive
- Ann Hansen
- Bakunin's Bum
- Che: Chapter 127
- Clann Zú
- Consolidated
- GFK
- Giant Sons
- Greg McPherson
- Head Hits Concrete
- Hiretsukan
- Howard Zinn
- I Spy
- Jamaica Plain
- John K. Samson
- Malefaction
- Mico
- Noam Chomsky
- Painted Thin
- Propagandhi
- Randy
- Red Fisher
- Rhythm Activism
- Subhumans
- Submission Hold
- Swallowing Shit
- The (International) Noise Conspiracy
- The Rebel Spell
- The Weakerthans
- Ward Churchill
- Warsawpack[3]